# Ormosia setaxilla
Ormosia setaxilla är en tvåvingeart som beskrevs av Alexander 1965. Ormosia setaxilla ingår i släktet Ormosia och familjen småharkrankar. Inga underarter finns listade i Catalogue of Life.